# Le Collier (film, 1931)
Pour les articles homonymes, voir Le Collier.
Pour plus de détails, voir Fiche technique et Distribution.
Le Collier est un court métrage français réalisé par Marc Allégret, sorti en 1931.

## Synopsis
Un bijoutier est victime d'une voleuse professionnelle.

## Fiche technique
- Titre français : Le Collier
- Réalisation : Marc Allégret
- Assistants-réalisateur : Yves Allégret, Claude Heymann
- Scénario : Marc Allégret, d'après une nouvelle de Max Daireaux et Stachini
- Photographie : Théodore Sparkuhl
- Montage : Jean Mamy
- Musique :
- Décors : Gabriel Scognamillo
- Son : Robert Bugnon
- Producteurs : Pierre Braunberger, Roger Richebé
- Société de production : Les Établissements Braunberger-Richebé
- Société de distribution : Les Films Vog, Les Films du Jeudi
- Pays de production :  France
- Langue de tournage : français
- Format : Noir et blanc — 35 mm — 1,33:1 — Son : Mono
- Genre : Comédie
- Durée : 30 minutes

## Distribution
- Julien Carette : le docteur Schwartz
- Janie Marese
- Marcel Dalio
- Madeleine Guitty
- Georges Bever